# Cratospila elongata
Cratospila elongata är en stekelart som beskrevs av Robert A.Wharton 2002. Cratospila elongata ingår i släktet Cratospila och familjen bracksteklar. Inga underarter finns listade i Catalogue of Life.